# موتور مزار هشتوگانی
موتور مزار هشتوگانی یک منطقهٔ مسکونی در ایران است که در دهستان جازموریان واقع شده‌است. موتور مزار هشتوگانی ۵۵ نفر جمعیت دارد.